# Barbacou à face blanche
Hapaloptila castanea
Genre
Espèce
Statut de conservation UICN

 LC  : Préoccupation mineure
Le Barbacou à face blanche (Hapaloptila castanea) est une espèce d'oiseaux de la famille des Bucconidae, l'unique représentante du genre Hapaloptila.

## Taxinomie
D'après la classification de référence (version 5.2, 2015) du Congrès ornithologique international, cette espèce est monotypique (non divisée en sous-espèces).

## Habitat
Il peuple les forêts humides et de nuage flanc oriental des Andes boréales.

## Nourriture
Il se nourrit principalement à canopée, mais il est actif à tous les niveaux. Son régime se compose surtout d'insectes et d'arthropodes, voir quelques vertébrés. Il rejoint occasionnellement les rondes d'oiseaux.